# Scopula repandata
Scopula repandata là một loài bướm đêm trong họ Geometridae.